# Langau
Langau je městys v rakouské spolkové zemi Dolní Rakousy, v okrese Horn. Území obce sousedí s Českem.
K 1. lednu 2014 zde žilo 665 obyvatel.